# Fernando Recio
Fernando Recio Comí (tiếng Trung: 列斯奥; sinh ngày 17 tháng 12 năm 1982) là một cầu thủ bóng đá Tây Ban Nha đang thi đấu cho Kitchee ở giải bóng đá hạng nhất Hồng Kông, ở vị trí trung vệ hoặc tiền vệ phòng ngự.

## Sự nghiệp câu lạc bộ
Sinh ra tại Barcelona, Catalonia, Recio chỉ chơi bóng đá nghiệp dư tại đất nước của mình, đại diện cho Rapitenca và Amposta. Vào tháng 6 năm 2010 anh được thi đấu cho Kitchee tại Hồng Kông, tái hợp với đồng đội cũ - ở cả hai câu lạc bộ - Ubay Luzardo. Quản lý của câu lạc bộ, đồng hương Josep Gombau, đã cố gắng để thuê các cầu thủ trong kỳ chuyển nhượng trước, nhưng không thành công.
Vào ngày 17 tháng 10 năm 2013, tổng giám đốc Ngũ Kiện thông báo rằng Recio đã gia hạn hợp đồng của mình cho đến năm 2016. Ngày 29 tháng 5 năm sau, anh đã giành cầu thủ xuất sắc nhất mùa giải 2013-14, nhận được một giải thưởng trị giá 35,000 đô la Hồng Kông.

## Thành tích thi đấu
Tính đến 6 tháng 5 năm 2017
| Câu lạc bộ        | Mùa giải  | Giải đấu                         | Giải đấu | Giải đấu  | Cúp     | Cúp       | Khác    | Khác      | Tổng    | Tổng       |
| Câu lạc bộ        | Mùa giải  | Giải đấu                         | Số trận  | Bàn thắng | Số trận | Bàn thắng | Số trận | Bàn thắng | Số trận | Bàn thắng! |
| ----------------- | --------- | -------------------------------- | -------- | --------- | ------- | --------- | ------- | --------- | ------- | ---------- |
| Tortosa           | 2009–10   | Tercera División                 | 31       | 1         | 0       | 0         | 0       | 0         | 31      | 1          |
| Kitchee           | 2010–11   | Giải bóng đá hạng nhất Hồng Kông | 12       | 0         | 2       | 0         | 0       | 0         | 17      | 0          |
| Kitchee           | 2011–12   | Giải bóng đá hạng nhất Hồng Kông | 15       | 0         | 5       | 1         | 7       | 0         | 27      | 1          |
| Kitchee           | 2012–13   | Giải bóng đá hạng nhất Hồng Kông | 14       | 0         | 6       | 0         | 8       | 0         | 28      | 0          |
| Kitchee           | 2013–14   | Giải bóng đá hạng nhất Hồng Kông | 18       | 2         | 4       | 0         | 6       | 1         | 28      | 3          |
| Kitchee           | 2014–15   | Giải bóng đá hạng nhất Hồng Kông | 11       | 1         | 8       | 0         | 8       | 0         | 27      | 1          |
| Kitchee           | 2015–16   | Giải bóng đá hạng nhất Hồng Kông | 9        | 0         | 9       | 0         | 8       | 0         | 24      | 0          |
| Hong Kong Rangers | 2016–17   | Giải bóng đá hạng nhất Hồng Kông | 14       | 0         | 2       | 0         | 0       | 0         | 16      | 0          |
| Tổng cộng         | Tổng cộng | Tổng cộng                        | 142      | 4         | 34      | 1         | 37      | 1         | 196     | 6          |